# Circuito callejero del parque Battersea
El circuito callejero del parque Battersea es un circuito urbano de la ciudad de Londres, Reino Unido, en el parque del barrio Battersea, para disputar la décima y última fecha del primer campeonato de Fórmula E. Contará con una extensión de 2,92 km y 15 curvas (oficialmente, ya que tiene otras cuatro o más curvas no consideradas oficialmente) en la carrera inaugural a efectuarse el 27 de junio de 2015.

## Podio inaugural
| Pos. | Nº | Piloto            | Equipo         | Tiempo | Diferencia | P. |     |
| ---- | -- | ----------------- | -------------- | ------ | ---------- | -- | --- |
| 1    | 9  | Sébastien Buemi   | e.dams Renault | 29     | 47:54.784  | 1  | 28* |
| 2    | 7  | Jérôme d'Ambrosio | Dragon Racing  | 29     | +0.939     | 2  | 18  |
| 3    | 27 | Jean-Éric Vergne  | Andretti       | 29     | +1.667     | 5  | 15  |

| Pos. | Nº | Piloto            | Equipo        | Vtas. | Tiempo/Retirado | P. | Puntos |
| ---- | -- | ----------------- | ------------- | ----- | --------------- | -- | ------ |
| 1    | 2  | Sam Bird          | Virgin Racing | 29    | 45:48.792       | 4  | 27*    |
| 2    | 7  | Jérôme d'Ambrosio | Dragon Racing | 29    | +6.973          | 2  | 18     |
| 3    | 6  | Loïc Duval        | Dragon Racing | 29    | +9.430          | 3  | 15     |